# Ischnarctia cinerea
Ischnarctia cinerea là một loài bướm đêm thuộc phân họ Arctiinae, họ Erebidae.